# Pula
Pula (wł. Pola, istr. Pula, słoweń. Pulj, niem. Pulei, łac. Pietas Iulia) – miasto w zachodniej części Chorwacji, w żupanii istryjskiej, siedziba miasta Pula. Jest położone na południowym skraju półwyspu Istria nad Morzem Adriatyckim. W 2011 roku liczyło 57 460 mieszkańców.

## Geografia
Pula jest położona na siedmiu wzgórzach (Kaštel, Zaro, Arena, Sv. Martin, Opatija sv. Mihovila, Mondipola i Pra Grande) w południowej części Istrii. Znajduje się w głębokiej zatoce, otoczona przez małe wyspy (Sv. Jerolim oraz Kozad). Miasto zajmuje 5165 ha. W Puli, jak i w całej Istrii ogromny wpływ ma klimat śródziemnomorski. Średnia temperatura w lutym to 6,1 °C, a w lipcu i sierpniu 26,4 °C.

## Gospodarka
W mieście rozwinął się przemysł stoczniowy, spożywczy, maszynowy, cementowy, szklarski, zapałczany oraz obuwniczy.

## Historia
Najpóźniej od V w. p.n.e. tereny dzisiejszej Puli zamieszkiwali Ilirowie, aż do roku 177 p.n.e., kiedy to obszar ten zajęli Rzymianie. Od 43 r. Pula stała się kolonią rzymską (nazwaną przez nich Pietas Julia) przez co została ważnym ośrodkiem administracyjnym i handlowym. W tym czasie miasto przeżywało okres świetności czego dowodem są liczne zachowane budowle z tego okresu (amfiteatr, łuk triumfalny, świątynia Augusta). W 425 Pula została siedzibą biskupstwa. Gdy Cesarstwo rzymskie upadło, Pula przeszła pod wpływy Bizancjum.
W 1145, podobnie jak inne miasta półwyspu, Pula została zmuszona do złożenia przysięgi Wenecji, lecz pięć lat później w 1150 miasto zbuntowało się i w efekcie zostało splądrowane przez Wenecjan. W 1334 miasto zostało zajęte przez Republikę Wenecką. W wyniku licznych epidemii dżumy i malarii liczba mieszkańców spadła do 300. Pula została jednak ponownie zasiedlona przez uchodźców z Bośni i Dalmacji, którzy uciekali przed najazdem Turków.
Miasto ponownie odzyskało świetność w XIX. Zbudowano stocznie, pierwsze zakłady przemysłowe, fortyfikacje, uruchomiono komunikację kolejową, a arystokracja zaczęła przyjeżdżać tu w celach rekreacyjnych. Pula stała się ważnym portem handlowym i wojskowym, a po 1866 r. główną bazą marynarki wojennej Austro-Węgier. Po I wojnie światowej całą Istrię wraz z Pulą zajęli Włosi. Po drugiej wojnie światowej zniszczone miasto przypadło Jugosławii, a po jej rozpadzie Chorwacji.
Urodził się tu:
- Leon Karol Maria Habsburg-Lotaryński – arcyksiążę austriacki, kapitan cesarskiej armii Austro-Węgier, oficer kawalerii Wojska Polskiego.
- Karol Olbracht Austriacki – arcyksiążę austriacki, syn Karola Stefana Habsburga-Lotaryńskiego i Marii Teresy Habsburg-Toskańskiej, właściciel dóbr żywieckich, pułkownik artylerii cesarskiej i królewskiej armii oraz Wojska Polskiego.
- Camillo Perini (ur. 18 czerwca 1887, zm. 27 sierpnia 1942 w Viterbo) – lotnik wojskowy narodowości włoskiej, pułkownik pilot Wojska Polskiego, kawaler Orderu Virtuti Militari.

## Demografia
W starożytności Pulę zamieszkiwało 30 tys. mieszkańców. W średniowieczu miasto opustoszało za sprawą epidemii dżumy i malarii i liczba mieszkańców spadła do 300. Pod koniec XIX w. żyło tu 40 tys. mieszkańców, a w 1910 r. 60 tys. Według danych na rok 2001 miasto zamieszkiwały 59 594 osoby.

## Zabytki
- Amfiteatr w Puli

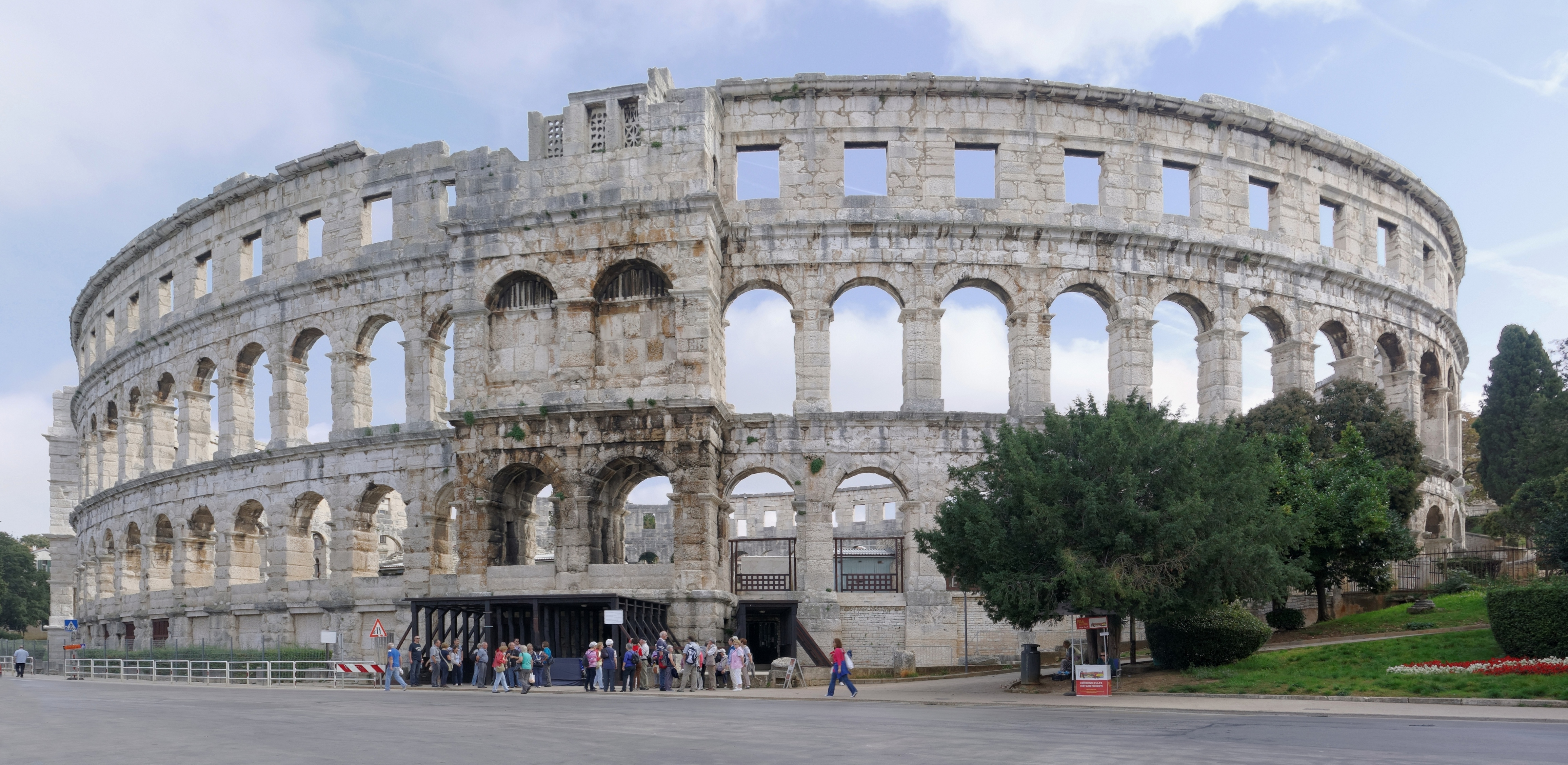
Amfiteatr rzymski w Puli

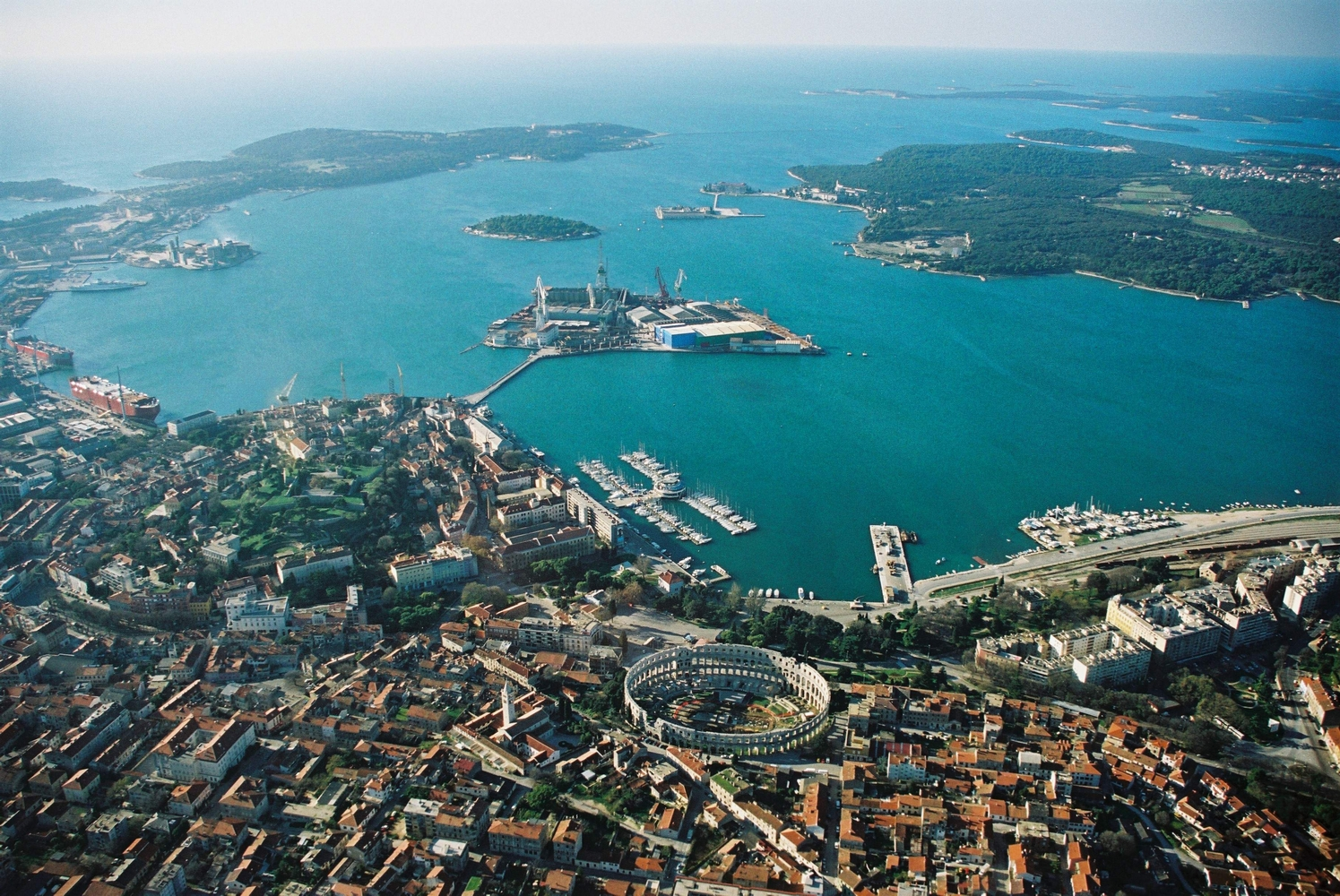
Pula widziana z lotu ptaka

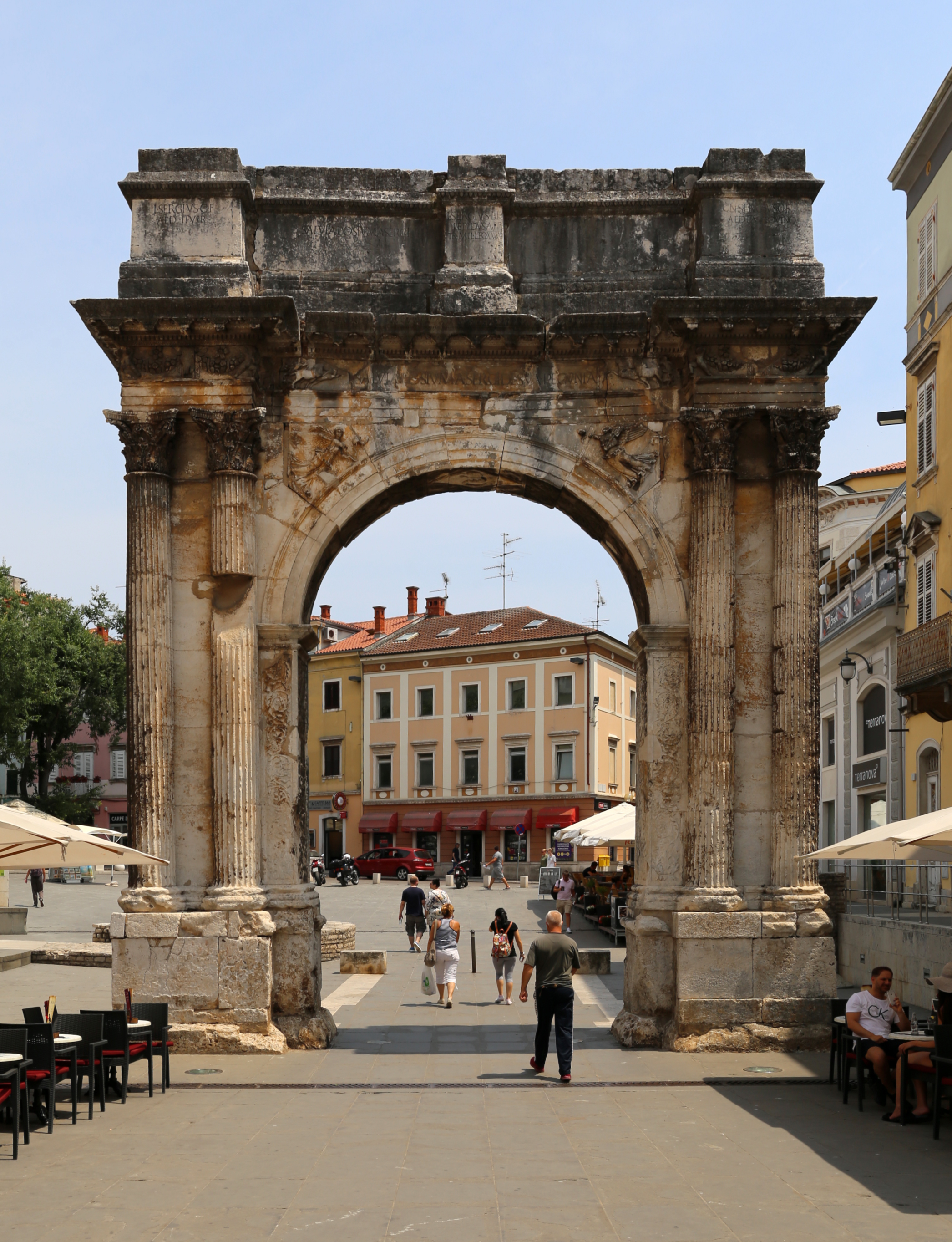
Łuk Sergiusza

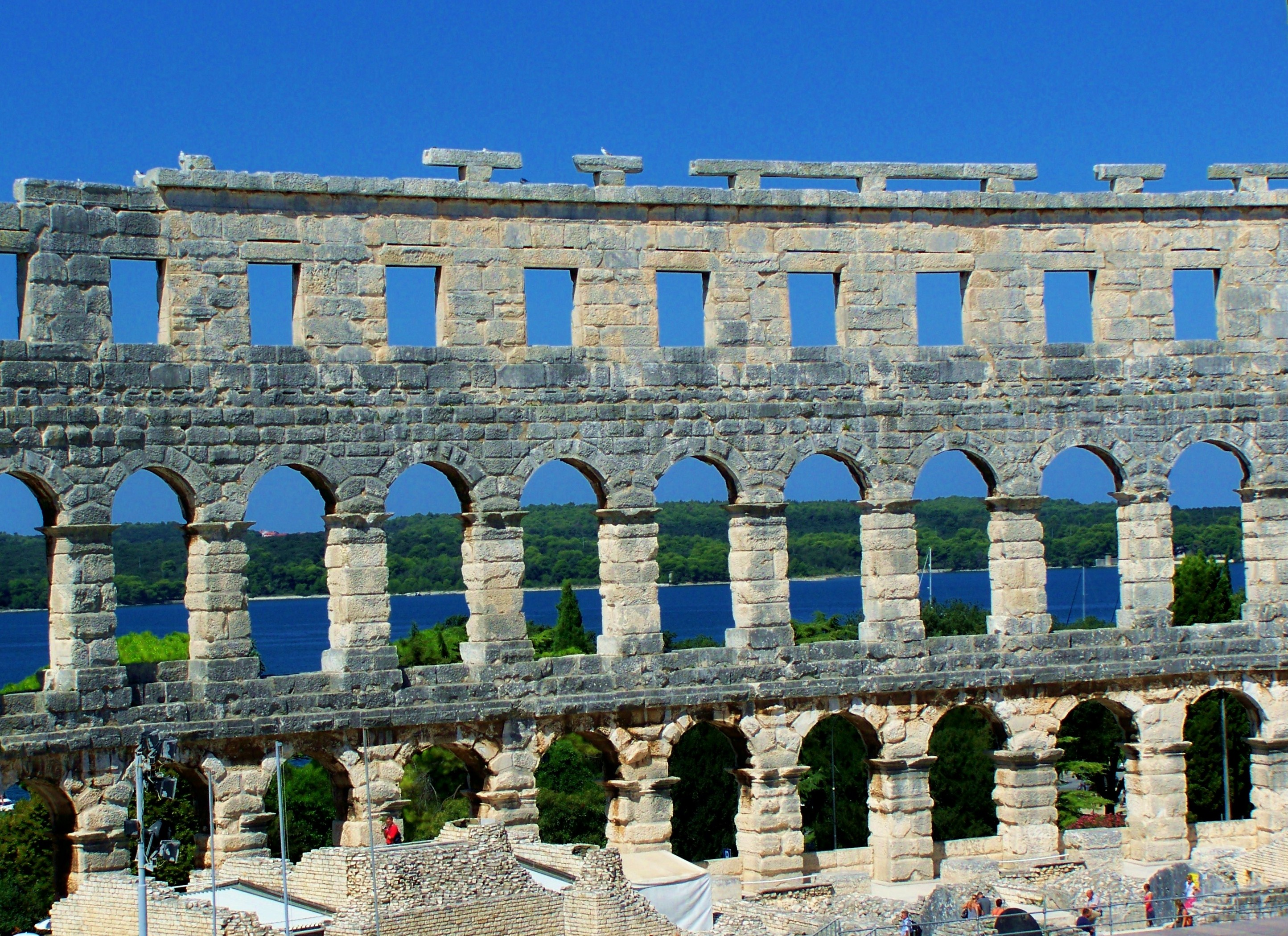
Amfiteatr rzymski

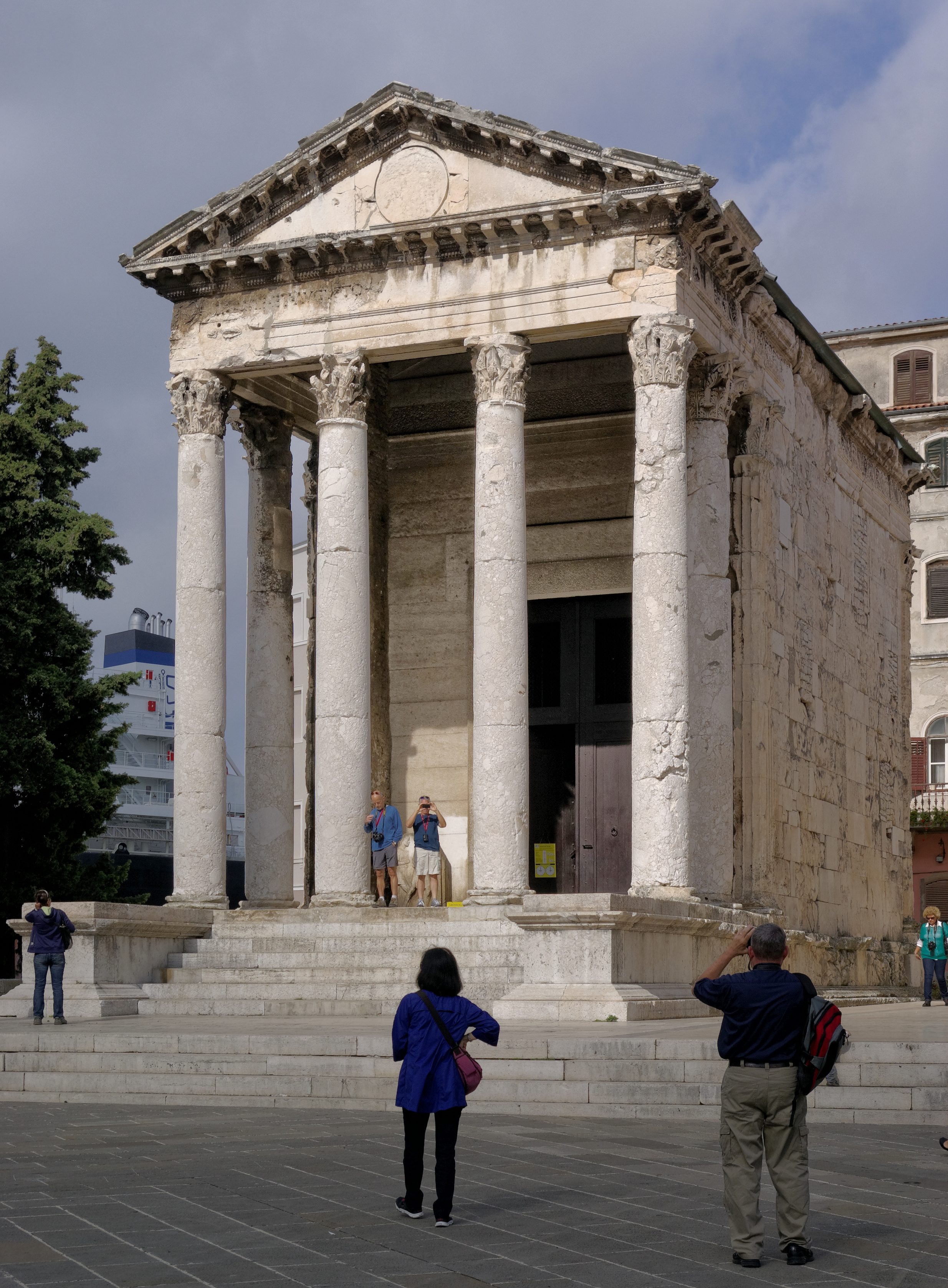
Świątynia Romy i Augusta

Został zbudowany najprawdopodobniej przez cesarza rzymskiego Wespazjana,
mógł on pomieścić 23 tys. ludzi, a na jego terenie organizowane były walki gladiatorów
oraz dzikich zwierząt. Obecnie jest on jednym z trzech najlepiej zachowanych amfiteatrów
Starożytnego Rzymu (dwa inne to Koloseum i Amfiteatr w Al-Dżamm).
- Forum zbudowane w czasach panowania Cesarstwa rzymskiego.
- Świątynia Augusta i Romy I wiek
- Katedra Wniebowzięcia Najświętszej Maryi Panny w Puli
- Ratusz zbudowany w XIII wieku.
- Zamek z XVI wieku.
- Kaplica Santa Maria Formosa
- Podwójna Brama z I wieku
- Brama Herkulesa zbudowana w I wieku
- Łuk Sergiusza z I wieku
- Mały Teatr Rzymski

## Miasta partnerskie
- Graz, Austria
- Trewir, Niemcy
- Imola, Włochy
- Werona, Włochy
- Kranj, Słowenia
- Čabar, Chorwacja
- Varaždin, Chorwacja
- Katowice, Polska[4]